# 가는잎미선콩속
가는잎미선콩속 또는 루피너스속(Lupinus, lupin, lupine, 지역적으로는 bluebonnet 등)은 협과인 콩과에 속하는 속씨식물 속이다. 이 속은 199개 종이 있으며, 북아메리카와 남아메리카의 바빌로프 중심부에 있다. 더 작은 중심부는 북아프리카와 지중해에서 발생한다. 이들은 음식원이자 장식용 식물로서 널리 경작되지만 노르딕 국가들과 뉴질랜드의 남섬은 루피너스속 식물들을 심각한 환경 위협으로 보고 있다.